# 162 Laurentia
162 Laurentia este un asteroid din centura principală, descoperit pe 21 aprilie 1876, de Prosper Henry.